# Чемпионат мира по стрельбе 1925
Чемпионат мира по стрельбе 1925 года прошёл в Санкт-Галлене (Швейцария).

## Общий медальный зачёт
| Место | Страна     | Золото | Серебро | Бронза | Всего |
| ----- | ---------- | ------ | ------- | ------ | ----- |
| 1     | Швейцария  | 8      | 7       | 5      | 20    |
| 2     | Франция    | 3      | 1       | 1      | 5     |
| 3     | Дания      | 0      | 1       | 3      | 4     |
| 4     | США        | 0      | 1       | 1      | 2     |
| 5     | Нидерланды | 0      | 1       | 0      | 1     |
| 6     | Бельгия    | 0      | 0       | 1      | 1     |
| Всего | Всего      | 11     | 11      | 11     | 33    |

## Медалисты
| Дисциплина                                    | Золото                                                                                     | Серебро                                                                             | Бронза                                                                                           |
| --------------------------------------------- | ------------------------------------------------------------------------------------------ | ----------------------------------------------------------------------------------- | ------------------------------------------------------------------------------------------------ |
| Винтовка с трёх позиций, 300 метров           | Йосиас Хартман                                                                             | Вальтер Линхард                                                                     | Карл Циммерман                                                                                   |
| Винтовка с трёх позиций, 300 метров (команды) | Швейцария · Йосиас Хартман · Вальтер Линхард · Якоб Райх · Джузеппе Пелли · Карл Циммерман | США · Джон Боулс · Моррис Фишер · Маннинг Додсон · Раймонд Колутер · Арманд Морган  | Дания · Кристиан Йенссен · Нильс Лаурсен · Нильс Ларсен · П.Педерсен · Эрик Сеттер-Лассен        |
| Винтовка лёжа, 300 метров                     | Вальтер Линхард                                                                            | Жорж Рё                                                                             | Йосиас Хартман                                                                                   |
| Винтовка с колена, 300 метров                 | Йосиас Хартман                                                                             | Вальтер Линхард                                                                     | Якоб Райх                                                                                        |
| Винтовка стоя, 300 метров                     | Йосиас Хартман                                                                             | Вальтер Линхард                                                                     | Маннинг Додсон                                                                                   |
| Армейская винтовка с трёх позиций, 300 метров | Карл Циммерман                                                                             | Вальтер Линхард                                                                     | Вильгельм Шнидер                                                                                 |
| Армейская винтовка лёжа, 300 метров           | Миар                                                                                       | Рогер Изенеггер                                                                     | Вальтер Линхард                                                                                  |
| Армейская винтовка с колена, 300 метров       | Луи Гуэри                                                                                  | П.Педерсен                                                                          | Нильс Хансен Ларсен                                                                              |
| Армейская винтовка стоя, 300 метров           | Карл Циммерман                                                                             | Аикс Баувенс                                                                        | Вандесют                                                                                         |
| Произвольный пистолет, 50 метров              | Вильхельм Шнидер                                                                           | Роберт Блюм                                                                         | Пауль ван Асбрук                                                                                 |
| Произвольный пистолет, 50 метров (команды)    | Франция · Андре дес Жамонньер · Дорьян Келлер · Р.Пеккья · Жиль Пети · Луи Тетар           | Швейцария · Фриц Бальмер · Роберт Блюм · Ханс Хенни · Фрик Кёниг · Вильхельм Шнидер | Дания · Фредерик Фредериксен · Кристиан Йенсен · Нильс Ларсен · Кристен Мёллер · Кристиан Лерман |